# Bilfinger Power Systems
Die Bilfinger Power Systems GmbH mit Hauptsitz in Oberhausen war eines von fünf Geschäftsfeldern des Bau- und Dienstleistungskonzerns Bilfinger.
Unter dem Dach der Bilfinger Power Systems operierten zahlreiche Unternehmen im In- und Ausland. Das Kerngeschäft des Teilkonzerns war die Kraftwerkstechnik in den Bereichen Dampferzeuger, Energie- und Umwelttechnik, Rohrleitungstechnik sowie Maschinen- und Apparatebau. In diesen Geschäftsfeldern bot die Bilfinger Power Systems GmbH neben Instandhaltung auch Maßnahmen zur Lebensdauerverlängerung, Wirkungsgradsteigerung und Rehabilitation von Kraftwerken an.
Ein weiterer Schwerpunkt der Unternehmensgruppe lag im Neu- und Umbau und in der Lieferung von Komponenten – zum Teil aus eigenen Fertigungsstätten. Ein dichtes Niederlassungsnetz verknüpfte die Aktivitäten in den wichtigsten Märkten der Gruppe: Deutschland, Europa sowie der Nahe Osten und Südafrika. Anfang 2013 beschäftigte die Gruppe etwa 9800 Mitarbeiter.

## Geschichte
(Stand 2013)
Im August 2003 kaufte die Deutsche Beteiligungs AG die Babcock Borsig Service Gruppe aus der Insolvenzmasse der Babcock Borsig AG auf und im Dezember 2003 kaufte Babcock Borsig Service die ehemalige Steinmüller-Gesellschaft Steinmüller Engineering Service (Pty) Ltd. in Südafrika. Die Deutsche Babcock Service GmbH erwarb im Januar 2005 die Lizenz für die Rauchgasentschwefelungsanlagen von Babcock & Wilcox. Im April desselben Jahres kauft die Bilfinger Berger AG alle Anteile an der Babcock Borsig Service Gruppe.
Im Mai 2006 fand schließlich die Umfirmierung der Deutschen Babcock Service GmbH (Holding der Gruppe) in die Bilfinger Berger Power Services GmbH sowie der Erwerb der Essener Hochdruck-Rohrleitung GmbH statt. Im April 2009 erwarb die Bilfinger Berger Power Services GmbH 80,5 % der Anteile der Duro Dakovic Montaza d.d. mit Firmensitz in Slavonski Brod, Kroatien. 
Die Übernahme der MCE Berlin GmbH und die Integration von MCE Maschinen- und Apparatebau GmbH & Co. KG im Geschäftsfeld Power Services fand im Februar 2010 statt. Im darauffolgenden Monat wird Power Services eine eigene Sparte innerhalb der Bilfinger Berger AG. Im Oktober erfolgte die Übername die Rotring Engineering AG. Der Erwerb der Rosink Apparate- und Anlagenbau GmbH erfolgte im September 2011 und im Oktober erwarb die GmbH die restlichen Anteile der Duro Dakovic Montaza d.d. Im Juni 2012 erfolgte der Erwerb des Planungsunternehmens Envi Con & Plant Engineering GmbH.
Die Bilfinger Power Services GmbH firmiert im September 2012 in die Bilfinger Power Systems GmbH um. Etwa drei Monate darauf erwarb die GmbH die Helmut Mauell GmbH.
Im Mai 2013 fand der Umzug in die neue Hauptverwaltung Europaallee 1 statt. Im August 2015 wurden die Division Power Systems und Piping Systems zur Division Power zusammengelegt. Nach dem Erwerb der Helmut Mauell GmbH im Dezember 2012 fand im Mai 2016 die Rückabwicklung des Erwerbs statt.

## Beteiligungsgesellschaften
(Stand 2013)
- Babcock Borsig Steinmüller GmbH
- Babcock Noell GmbH
- Bilfinger Deutsche Babcock Middle East FZE (VAE)
- Bilfinger Duro Dakovic Montaza d.d.
- Bilfinger Maschinenbau GmbH & Co. KG
- Bilfinger MCE Aschersleben GmbH
- Bilfinger MCE Berlin GmbH
- Bilfinger Piping Technologies GmbH
- Bilfinger Power Africa (Pty) Ltd.
- Bilfinger Rosink GmbH
- Bilfinger Rotring Engineering GmbH
- Envi Con & Plant Engineering GmbH